# 朝霞駅
朝霞駅（あさかえき）は、埼玉県朝霞市本町二丁目にある、東武鉄道東上本線の駅である。駅番号はTJ 12。

## 歴史
- 1914年（大正3年）5月1日：膝折駅として開業[1][2][3]。
- 1932年（昭和7年）5月10日：朝霞駅に改称[1][3]。
- 1941年（昭和16年）：朝霞駅池袋方面より分岐する形で陸軍被服本廠朝霞出張所並びに朝霞倉庫への陸軍専用鉄道(引込線)が敷設される。
- 1961年（昭和36年）10月：ホーム有効長を延長[4]。
- 1987年（昭和62年）8月25日：和光市 - 志木間の複々線の供用を開始した[5]。
- 2008年（平成20年）
  - 3月18日：発車メロディの使用を開始。
  - 4月1日：北口を東口に改称した。
- 2010年（平成22年）4月28日：商業施設「EQUiA朝霞」がオープン[6]。
- 2019年（平成31年）3月23日：3・4番線にてホームドアの使用を開始[7]。
- 2020年（令和2年）3月14日：1・2番線でホームドアの使用を開始[8]。
- 2023年（令和5年）3月18日：ダイヤ改正により、急行の停車駅となる[9]。

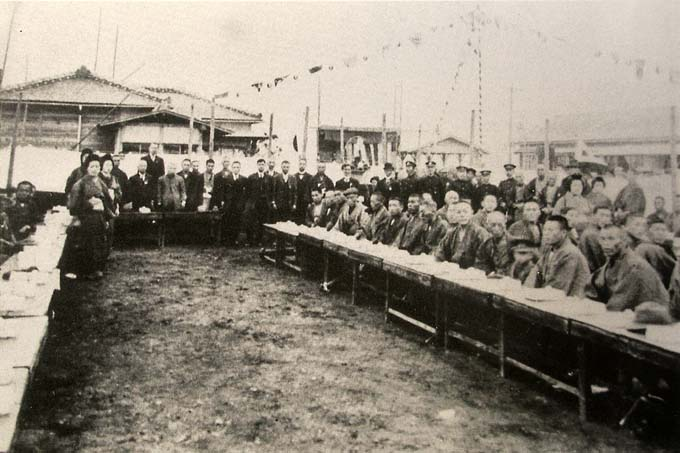
膝折駅の開通式（1914年）
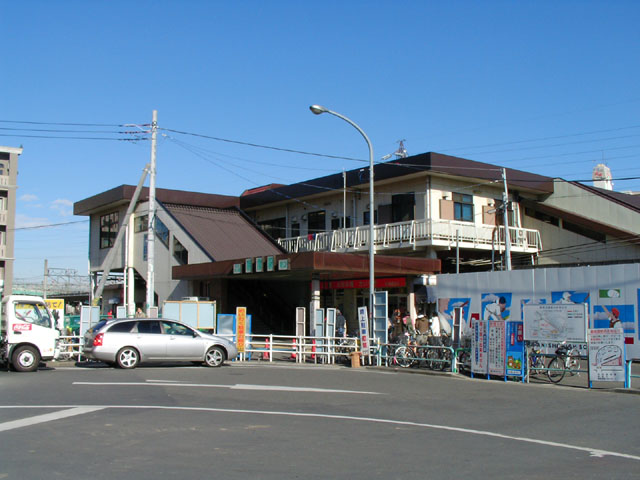
駅前広場整備前の南口（2005年1月9日）
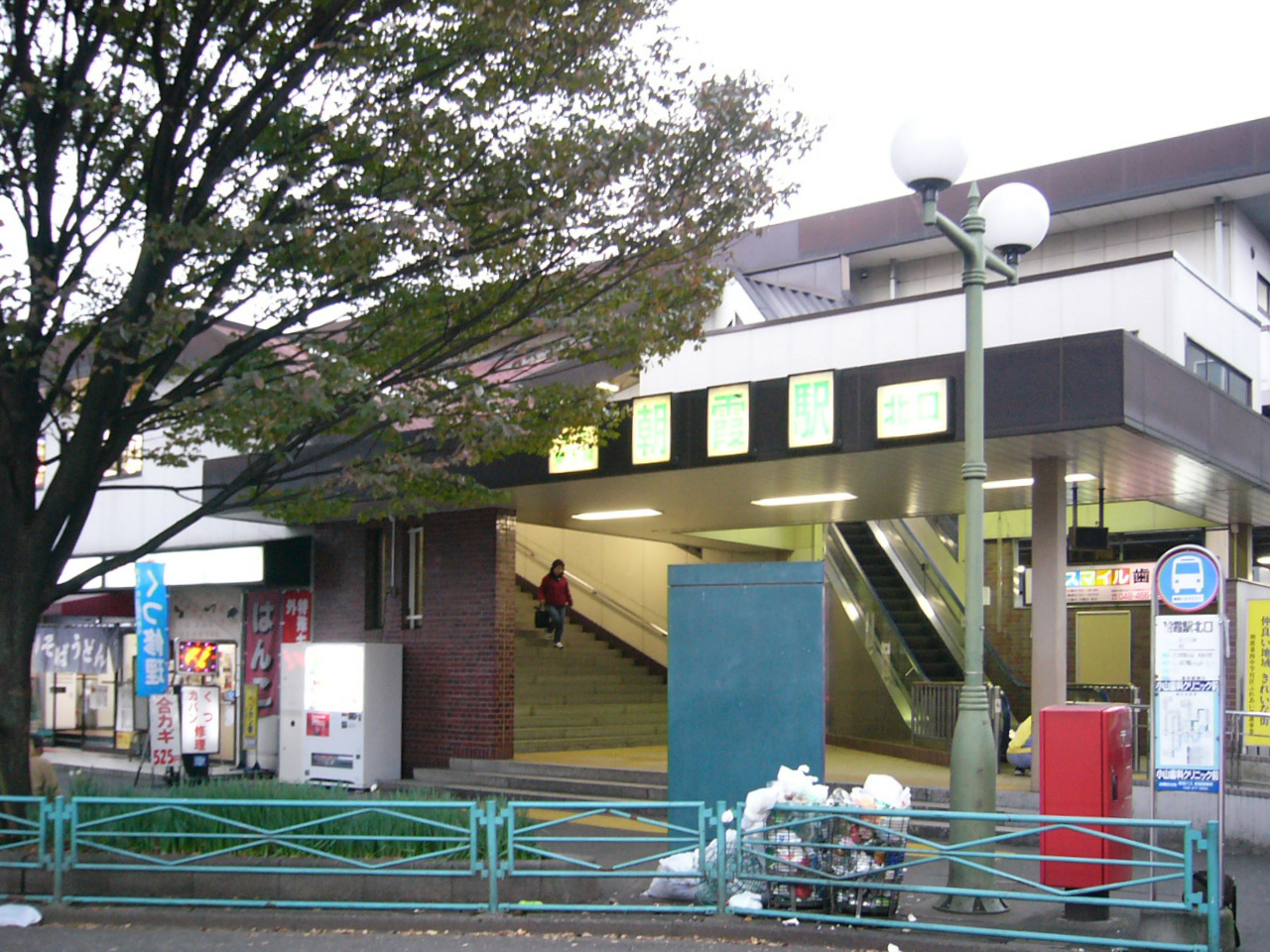
駅前広場整備前の北口（現・東口）（2004年11月14日）

## 駅構造
島式ホーム2面4線を持つ地上駅で、橋上駅舎を有している。2008年3月18日より発車メロディの使用を開始した。
商業施設として「EQUiA(エキア) 朝霞」が2010年4月28日にオープンした。

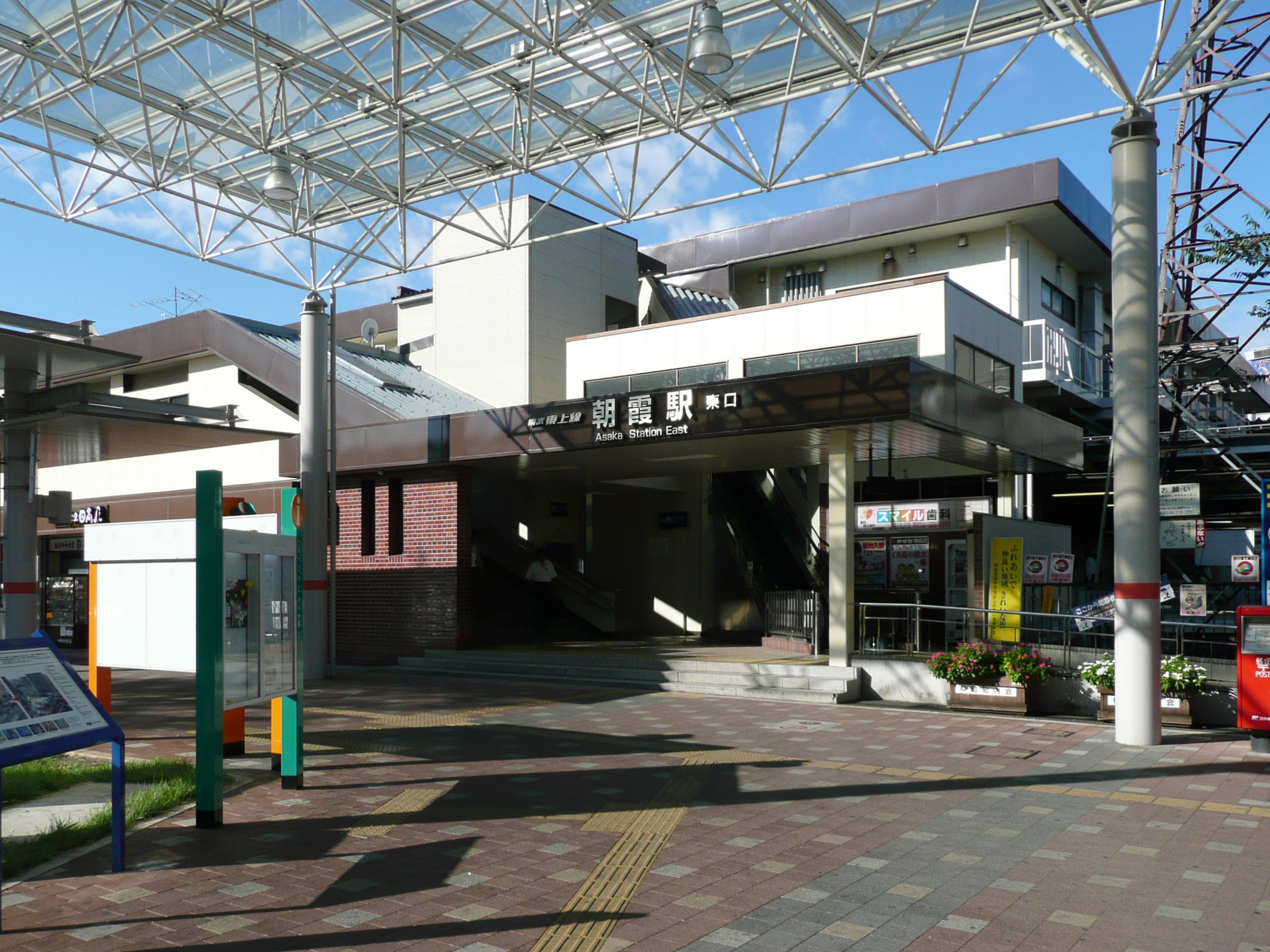
東口（2011年9月）
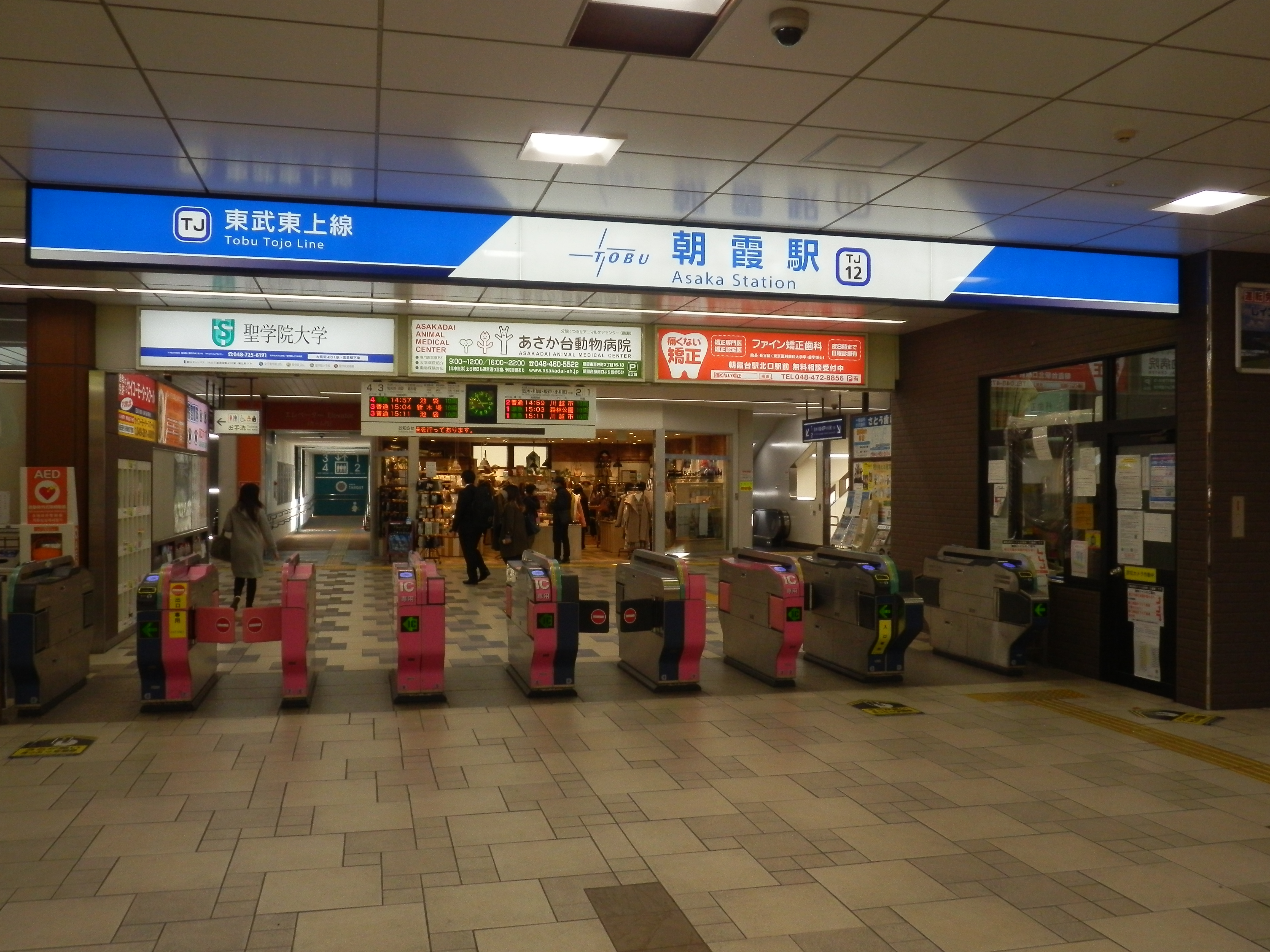
改札口（2020年11月）
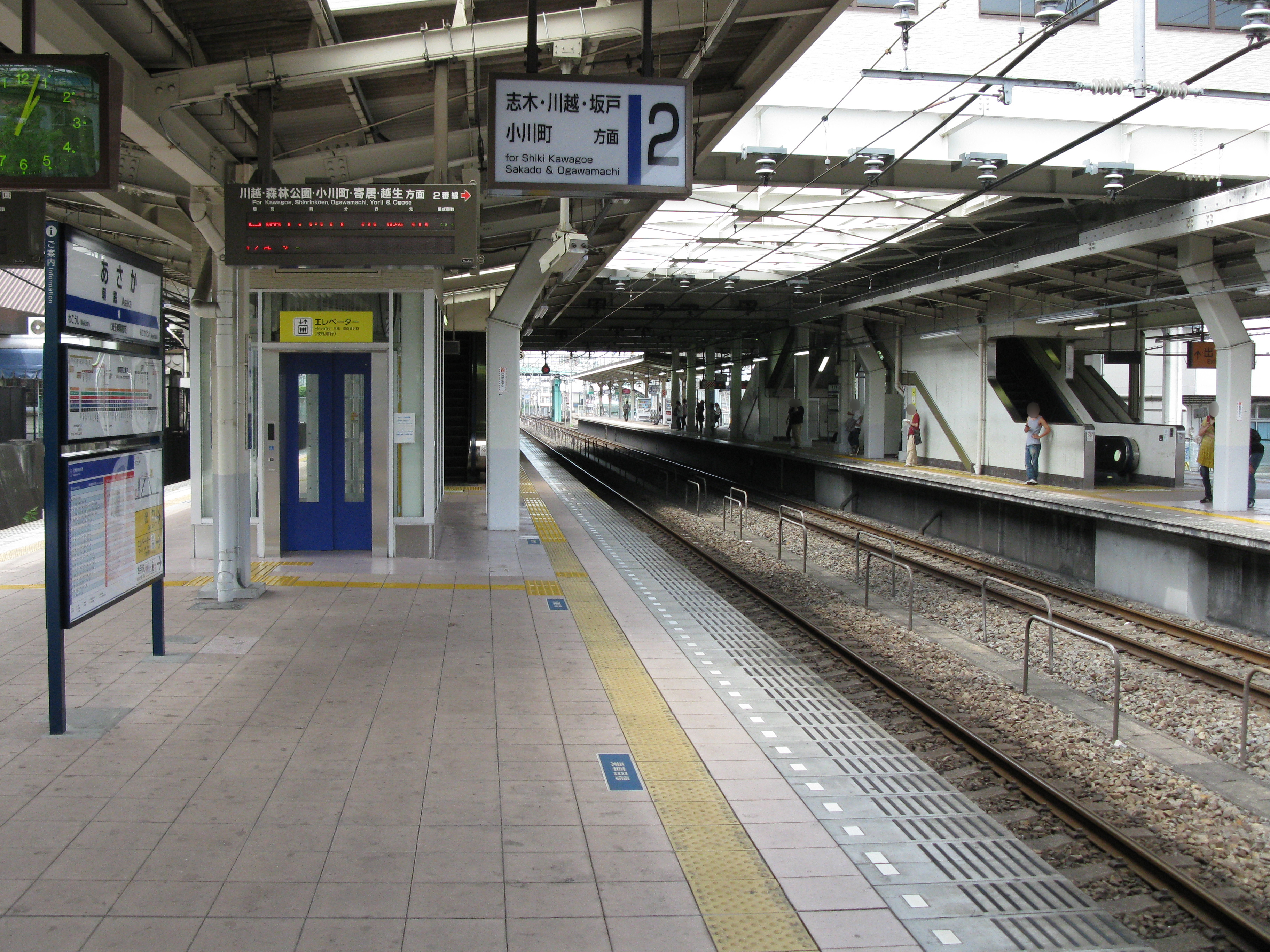
ホーム（2009年8月）
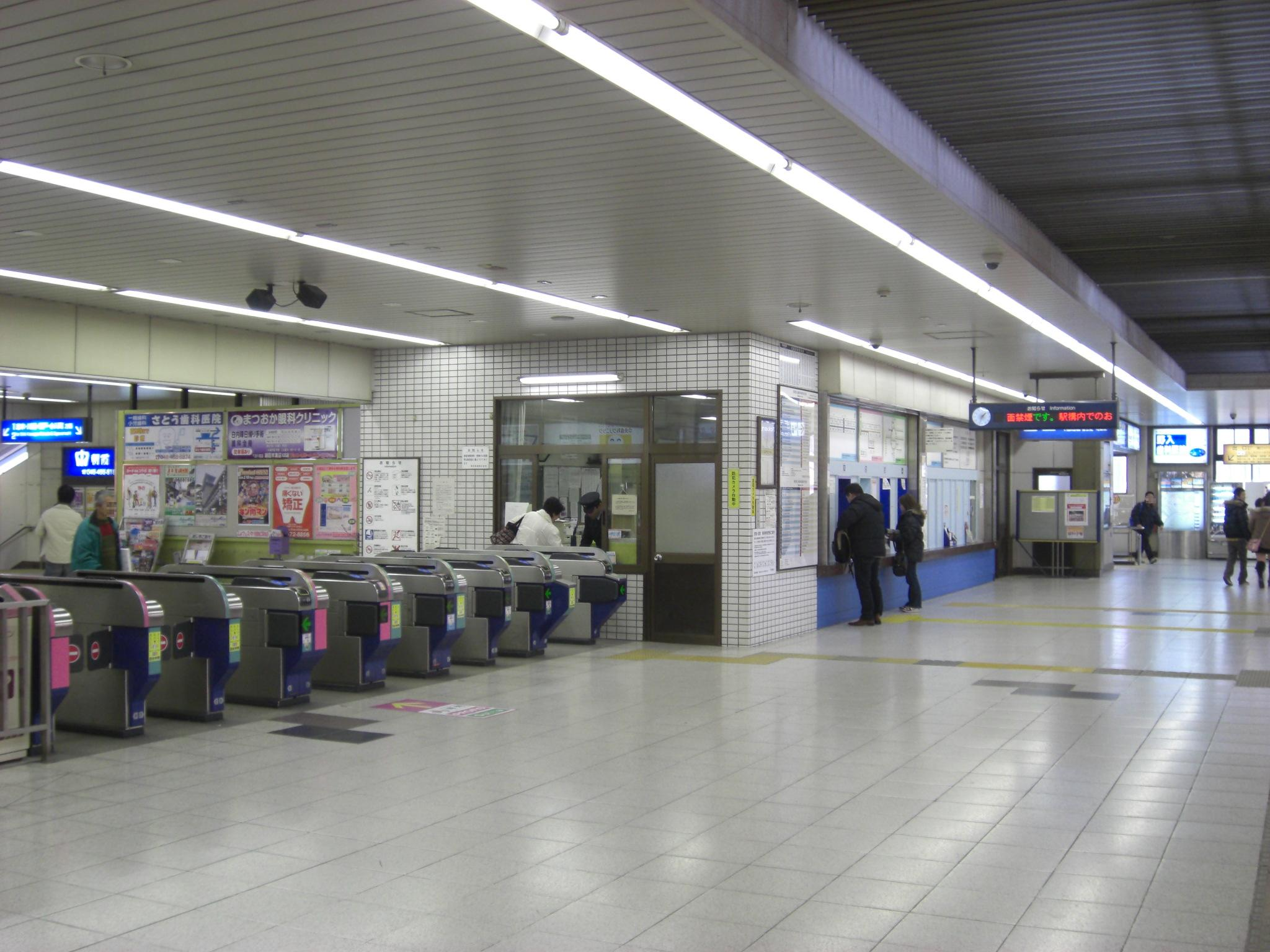
リニューアル前の改札口（2009年2月）

### のりば
| 番線 | 路線   | 方向 | 行先     | 発着種別    |
| ---- | ------ | ---- | -------- | ----------- |
| 1    | 東上線 | 下り | 川越方面 | ■準急 ■急行 |
| 2    | 東上線 | 下り | 川越方面 | □普通       |
| 3    | 東上線 | 上り | 池袋方面 | □普通       |
| 4    | 東上線 | 上り | 池袋方面 | ■準急 ■急行 |

※副都心線直通電車のうち、東上線内を快速急行（Fライナー含む）または急行で運転する電車については、当駅の2番線・3番線を通過する。東上線池袋発着の急行以上の種別は従来通り1番線・4番線を通過する。

### 駅構内商業施設 （EQUiA）
駅構内にはEQUIA朝霞があり、南口店舗・南口構内・改札前・東口を合わせ計22店舗が出店している。全店でPASMO・Suicaの利用が可能
出店店舗の一覧・詳細情報はEQUiA公式サイトを参照。

## 利用状況
2024年度の1日平均乗降人員は67,537人である。東上線の駅では第6位である。
近年の1日平均乗降人員および乗車人員の推移は下記の通り。
| 年度               | 1日平均 乗降人員 | 1日平均 乗車人員 | 出典       |
| ------------------ | ---------------- | ---------------- | ---------- |
| 1978年（昭和53年） | 42,436           |                  |            |
| 1990年（平成02年） | 55,893           | 28,234           |            |
| 1991年（平成03年） | 57,294           | 28,899           |            |
| 1992年（平成04年） | 57,660           | 29,088           |            |
| 1993年（平成05年） | 57,375           | 28,958           |            |
| 1994年（平成06年） | 57,452           | 28,979           |            |
| 1995年（平成07年） | 60,518           | 29,309           |            |
| 1996年（平成08年） | 60,955           | 29,643           |            |
| 1997年（平成09年） | 60,436           | 29,421           |            |
| 1998年（平成10年） | 59,779           | 29,089           |            |
| 1999年（平成11年） | 59,060           | 28,716           | [ * 1 ]    |
| 2000年（平成12年） | 59,129           | 28,749           | [ * 2 ]    |
| 2001年（平成13年） | 56,989           | 28,852           | [ * 3 ]    |
| 2002年（平成14年） | 56,797           | 28,757           | [ * 4 ]    |
| 2003年（平成15年） | 57,107           | 28,919           | [ * 5 ]    |
| 2004年（平成16年） | 56,686           | 28,659           | [ * 6 ]    |
| 2005年（平成17年） | 56,540           | 28,533           | [ * 7 ]    |
| 2006年（平成18年） | 57,068           | 28,808           | [ * 8 ]    |
| 2007年（平成19年） | 59,089           | 29,777           | [ * 9 ]    |
| 2008年（平成20年） | 59,606           | 29,945           | [ * 10 ]   |
| 2009年（平成21年） | 59,505           | 29,848           | [ * 11 ]   |
| 2010年（平成22年） | 61,358           | 30,734           | [ * 12 ]   |
| 2011年（平成23年） | 61,386           | 30,725           | [ * 13 ]   |
| 2012年（平成24年） | 62,346           | 31,185           | [ * 14 ]   |
| 2013年（平成25年） | 63,936           | 31,976           | [ * 15 ]   |
| 2014年（平成26年） | 64,163           | 32,045           | [ * 16 ]   |
| 2015年（平成27年） | 66,102           | 33,013           | [ * 17 ]   |
| 2016年（平成28年） | 67,221           | 33,517           | [ * 18 ]   |
| 2017年（平成29年） | 68,891           | 34,333           | [ * 19 ]   |
| 2018年（平成30年） | 69,753           | 34,737           | [ * 20 ]   |
| 2019年（令和元年） | 69,779           | 34,766           | [ * 21 ]   |
| 2020年（令和02年） | 55,069           | 27,514           | [ * 22 ]   |
| 2021年（令和03年） | 58,205           | 29,072           | [ 東武 3 ] |
| 2022年（令和04年） | 61,638           | 30,768           | [ 東武 4 ] |
| 2023年（令和05年） | 65,029           | 32,410           | [ 東武 5 ] |
| 2024年（令和06年） | 67,537           | 33,669           | [ 東武 1 ] |

## 駅周辺

### 南口
南口駅前広場の再開発は、東上線の複々線供用開始以来、何度か計画や整備結果の変遷を辿りながらも完成の目処が立たない状況であったが、2000年代に入ってから整備が進行し、2007年4月1日から新しいロータリーの部分供用を開始し、同年7月31日に整備工事が完了した。
また同日に本田美奈子.の功績を称える記念碑が駅前広場に建てられた。これは駅前整備事業の一環として朝霞市の商工会の発案で企画されたもので、生誕40周年にあたる2007年（平成19年）7月31日に本田の母、所属事務所社長の高杉敬二、早見優らの臨席のもと除幕式が行われた。闘病中に書いた「笑顔」と題する詩と本田の写真のパネルがはめこまれ、「ありがとう。心を込めて... 本田美奈子」という言葉が刻まれており、ボタンを押すと「新世界」の歌声が流れる仕組みになっている。
周辺には各種飲食チェーン店が出店しているほか、2010年7月15日には大型商業施設「東武ストア朝霞店」が開業。
- 朝霞市役所
- 朝霞郵便局
  - ゆうちょ銀行 朝霞店
- 朝霞中央公園
  - 朝霞中央公園野球場（朝霞市営球場）
  - 朝霞中央公園陸上競技場
- 朝霞市民会館（ゆめぱれす）
- 朝霞市立図書館
- 朝霞中央公民館
- 朝霞市総合体育館
- 青葉台公園
- 朝霞保健所
- 陸上自衛隊 朝霞駐屯地
- 税務大学校
- 埼玉県立朝霞高等学校
- 埼玉県立朝霞西高等学校
- 東武ストア 朝霞店
- マルエツ 朝霞店
- コモディイイダ朝霞店
- 出雲大社埼玉分院

### 東口
- 朝霞市役所 朝霞駅前出張所
- ウエルシア朝霞根岸台店
- コモディイイダ朝霞仲町店

東口駅前広場のすぐ南にはUR都市機構東朝霞団地が存在し、1960年4月の入居開始以来大きな変化もなく歴史を重ねたが、2002年より南側の「先工区」4棟と北側の「後工区」2棟に分かれて建て替え工事が始まり、2004年5月に先工区が完成、「コンフォール東朝霞」と名称を改めて入居を開始した。後工区は、後述する旧北口駅前広場の再開発と連動して工事が進められ、2007年3月23日から入居を開始した。
東口は複々線供用開始時点ですでに駅前ロータリーが整備されていたが、敷地が狭小で、交通事故の危険性もあった。東朝霞団地の建て替え工事に伴い再度駅前広場を整備し、2008年3月末に完成、同時に北口から東口に改称された。周辺には飲食店・弁当店があり、また学習塾も多く立地する。

## 路線バス
最寄りのバス停は「朝霞駅南口」停留所と「朝霞駅東口」停留所であり、路線バスは、国際興業バス・西武バス・東武バスウエストにより運行されている。かつては南口より西武池袋線・新宿線や中央線方面への路線が多数発着していたが、朝霞台駅の開業に伴い、系統分割・移設された。
運行路線の詳細は国際興業バス西浦和営業所、西武バス新座営業所、東武バスウエスト新座営業事務所を参照。

### 南口
| のりば   | 運行事業者       | 系統・行先                                                                                  | 備考               |
| -------- | ---------------- | ------------------------------------------------------------------------------------------- | ------------------ |
| 1        | 国際興業バス     | - 朝11：志木駅東口 - 朝13：緑ヶ丘先回り（13時台まで）・末無川先回り（14時台から）           | 朝13：朝霞南口循環 |
| 2        | 西武バス         | - 泉32：大泉学園駅北口 - 朝83：都民農園セコニック - 朝81・朝82：新座栄 - 朝82-1：新座営業所 |                    |
| 3        | 朝霞市内循環バス | 膝折・溝沼線：市民会館                                                                      |                    |
| 降車専用 | 国際興業バス     | 深夜急行バス：朝霞台駅・新座駅                                                              |                    |

なお、タクシーのりばは3番のりば付近である。

### 東口
| のりば | 運行事業者       | 系統・行先                                        | 備考           |
| ------ | ---------------- | ------------------------------------------------- | -------------- |
| 1      | 国際興業バス     | 朝50：内間木                                      |                |
| 2      | 東武バスウエスト | - 朝02：北朝霞駅 - 志2：志木駅東口                |                |
| 3      | 東武バスウエスト | - 朝04：新座車庫 - 朝05：朝霞台駅                 |                |
| 4      | 朝霞市内循環バス | 根岸台線：朝霞市役所 / わくわくどーむ・北朝霞駅前 |                |
| 無番   | 西武バス         | 朝30：新電元工業                                  | 平日朝のみ運行 |

## 隣の駅
東武鉄道
 東上本線
■TJライナー・■川越特急・■快速急行
通過
■急行・■準急・□普通
和光市駅 (TJ 11) - 朝霞駅 (TJ 12) - 朝霞台駅 (TJ 13)

### 利用状況
埼玉県統計年鑑
1. ↑  埼玉県統計年鑑（平成12年）
2. ↑  埼玉県統計年鑑（平成13年）
3. ↑  埼玉県統計年鑑（平成14年）
4. ↑  埼玉県統計年鑑（平成15年）
5. ↑  埼玉県統計年鑑（平成16年）
6. ↑  埼玉県統計年鑑（平成17年）
7. ↑  埼玉県統計年鑑（平成18年）
8. ↑  埼玉県統計年鑑（平成19年）
9. ↑  埼玉県統計年鑑（平成20年）
10. ↑  埼玉県統計年鑑（平成21年）
11. ↑  埼玉県統計年鑑（平成22年）
12. ↑  埼玉県統計年鑑（平成23年）
13. ↑  埼玉県統計年鑑（平成24年）
14. ↑  埼玉県統計年鑑（平成25年）
15. ↑  埼玉県統計年鑑（平成26年）
16. ↑  埼玉県統計年鑑（平成27年）
17. ↑  埼玉県統計年鑑（平成28年）
18. ↑  埼玉県統計年鑑（平成29年）
19. ↑  埼玉県統計年鑑（平成30年）
20. ↑  埼玉県統計年鑑（令和元年）
21. ↑  埼玉県統計年鑑（令和2年）
22. ↑  埼玉県統計年鑑（令和3年）

東武鉄道の1日平均乗降人員
1. 1 2 3  『駅別乗降人員 2024年度』（PDF）（レポート）東武鉄道、13頁。オリジナルの2025年5月19日時点におけるアーカイブ。2025年5月29日閲覧。
2. ↑  “駅情報（乗降人員）”.   東武鉄道. 2024年7月30日閲覧。
3. ↑  『駅別乗降人員 2021年度』（PDF）（レポート）東武鉄道、2024年、13頁。オリジナルの2024年5月18日時点におけるアーカイブ。
4. ↑  『駅別乗降人員 2022年度』（PDF）（レポート）東武鉄道、2024年、13頁。オリジナルの2024年5月18日時点におけるアーカイブ。
5. ↑  『駅別乗降人員 2023年度』（PDF）（レポート）東武鉄道、2024年、13頁。オリジナルの2024年5月18日時点におけるアーカイブ。